# Ángel Serralde Tapia
Ángel Serralde Tapia, apodado El Chato, es un pelotari mexicano. Durante el Campeonato del Mundo de Pelota Vasca de 2006 y el Campeonato del Mundo de Pelota Vasca de 2010 ganó la medalla de oro en la especialidad de mano parejas trinquete junto, la primera vez al lado de Pedro Santamaría Saldaña y posteriormente al lado de Heriberto López Molotla. 